# Сеульський національний університет
Сеульський національний університет (кор. 서울대학교) — найбільший і найвідоміший заклад вищої освіти Південної Кореї, розташований в Сеулі.
Офіційна назва університету по-корейськи була Кунніп Соул Техакке (국립 서울 대학교або국립 서울 대학교) до кінця 1949 року, зараз вона скорочена до Соул Техакке (서울 대학교; «Сеульський Університет»).

## Історія
Був заснований 22 серпня 1946 року в результаті злиття 10 дрібніших навчальних закладів у Сеулі, включаючи Імператорський університет Кейдзі. Злиття відбулося згідно з прийнятим «Законом про заснування Сеульського національного університету» (кор. 국립 서울 대학교 설립 에 관한 법령).
До Сеульського університету увійшли такі навчальні заклади:
- Імператорський університет Кейдзі (경성 대학교)
- Кенсонський юридичний коледж (경성 법학 전문 학교)
- Кенсонський промисловий коледж (경성 공업 전문 학교)
- Кенсонський коледж гірничої справи (경성 광산 전문 학교)
- Кенсонській медичний коледж (경성 의학 전문 학교)
- Сувонський сільськогосподарський коледж (수원 농림 전문 학교)
- Кенсонський бізнесовий коледж (경성 경제 전문 학교)
- Кенсонський стоматологічний коледж (경성 치과 의학 전문 학교)
- Кенсонський педагогічний коледж (경성 사범 학교)
- Кенсонський жіночий педагогічний коледж (경성 여자 사범 학교)

Першим ректором став Гаррі Анстед.
Юридичний факультет університету був заснований в результаті злиття юридичного факультету Кенсонського Університету з Кенсонським юридичним коледжем (경성 법학 전문 학교). Другим ректором став Лі Чхун Хо (이춘호, 李春昊), що працював на посаді з жовтня 1947 року.
У вересні 1950 року до складу університету увійшов Сеульський фармацевтичний коледж (서울 약학 대학), ставши фармацевтичним факультетом. До цього він був приватним навчальним закладом. Під час Корейської війни університет був тимчасово об'єднаний із кількома іншими вишами країни в Пусані.
Спочатку головний кампус був розташований у Теханно (Університетська вулиця) в окрузі Чонногу. У 1975 році деякі факультети переїхали в кампус округу Кванакку. На території старого кампусу в Чонногу зараз розташовуються медичний, стоматологічний факультети та факультет навчання медсестринської справи.

## Рейтинг
У світовому рейтингу університетів у 2006 році займав 63-тє місце, у 2007 році — 51-ше, в 2008 — 50-те

## Структура

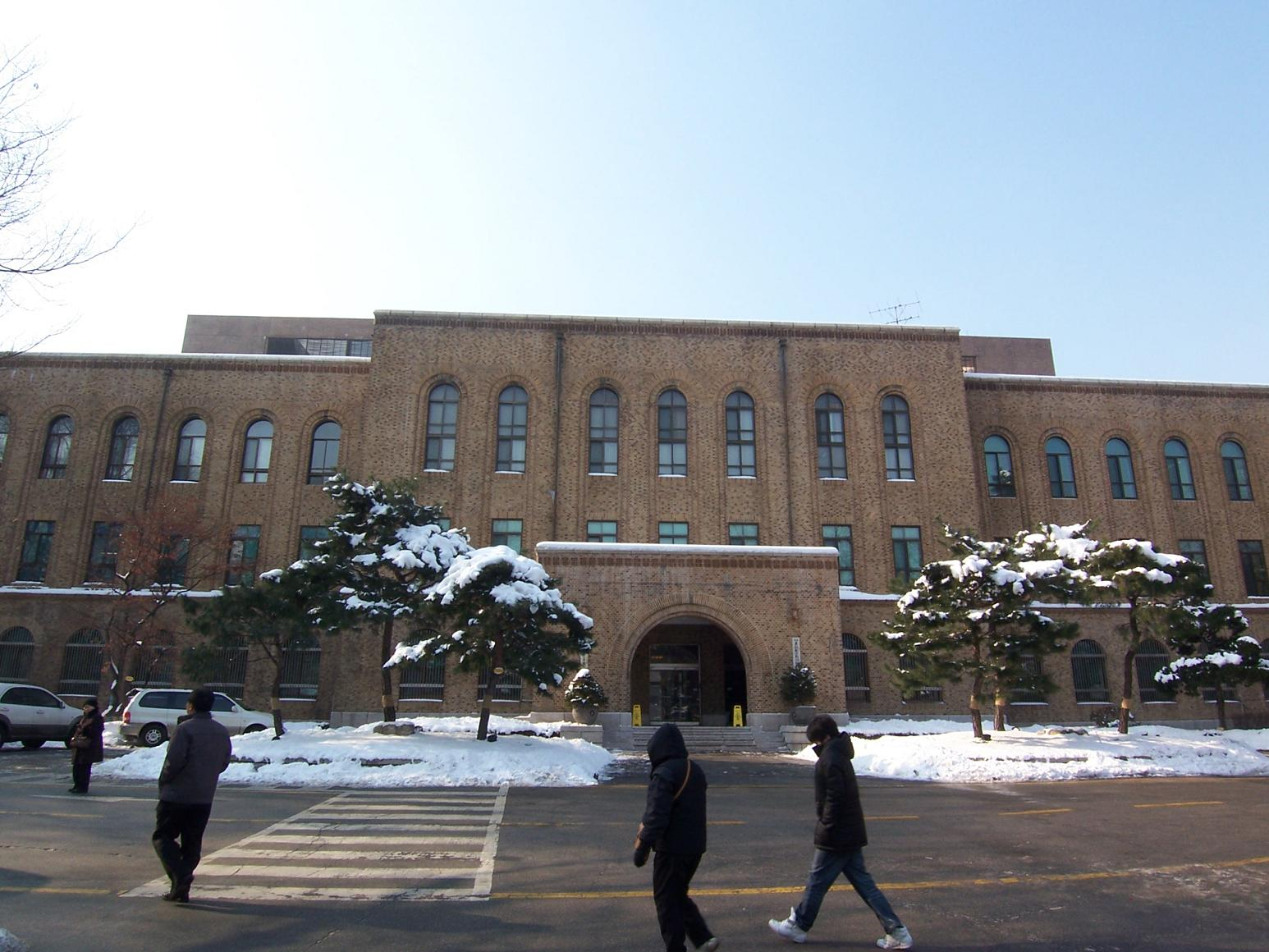
Медичний коледж університету

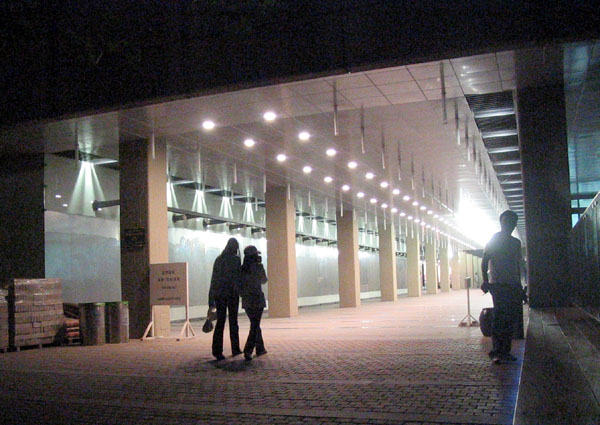
Пасаж університетської бібліотеки

### Інститути бакалаврської підготовки
- College of Humanities
- College of Social Sciences
- College of Natural Sciences
- College of Nursing
- College of Business Administration
- College of Engineering
- College of Agriculture and Life Sciences
- College of Fine Arts
- College of Law
- College of Education
- College of Human Ecology
- College of Veterinary Medicine
- College of Pharmacy
- College of Music
- College of Medicine
- College of Dentistry

### Інститути магістерської підготовки

#### Навчально-наукові установи
- Graduate School of Humanities and Social Sciences
- Graduate School of Natural Sciences
- Graduate School of Engineering
- Graduate School of Arts
- Graduate School of Medicine
- Interdisciplinary Programs

#### Навчально-практичні установи
- Graduate School of Public Health
- Graduate School of Public Administration
- Graduate School of Environmental Studies
- Graduate School of International Studies
- Graduate School of Dentistry
- Graduate School of Business

## Викладачі й випускники
- Пан Гімун — восьмий генеральний секретар ООН.
- Пак Ро Бьок — південнокорейський дипломат.
- Лі Сонг Джу — південнокорейський дипломат.
- Ан Хьон Вон — південнокорейський дипломат.
- Джанг Шин — південнокорейський дипломат.
- Канг Кин Тек — південнокорейський дипломат.
- Лі Хан Чхун — південнокорейський дипломат.